# Ergol
Un ergol, nel campo dell'astronautica, è una sostanza omogenea impiegata da sola o in associazione con altre, destinata a fornire energia. Gli ergol sono i costituenti iniziali, conservati separatamente, di prodotti più complessi e attivi derivanti dalla loro reazione chimica. Nei velivoli o nei lanciatori spaziali sono conservati separatamente, per essere uniti al momento dell'accensione dei motori a reazione, sono utilizzati quindi in un sistema propulsivo a reazione in cui l'energia è prodotta dalla stessa massa espulsa da ugelli. Sono costituiti da elementi ossidanti e riducenti/combustibili.
La parola ergol è un termine francese; la parola corrispondente in italiano è propellente, in tedesco treibstoff, mentre in inglese si usano propellant e meno propriamente fuel.
Il termine ergol residui è impiegato per designare gli ergols incombusti.
Spesso gli ergol vengono definite anche propergol.

## Classificazione
Gli ergol sono classificati secondo :
- Il loro stato: solido, liquido, gassoso (mai utilizzati) o ibrido (liquido-solido o liquido- gas);
- Il numero dei costituenti: monergol, diergol (o biergol), triergol, a seconda se i componenti sono uno, due o tre;
- La temperatura di condizionamento: criotecnici, stoccabili, alta temperatura (più rari).

## Proprietà richieste
Le proprietà richieste degli ergol sono:
- una densità elevata per ridurre il volume dei serbatoi,
- una temperatura d'ebollizione la più elevata possibile,
- una energia di combustione (o di decomposizione) elevata,
- prodotti di combustione stabili (debole dissociazione),
- prodotti di combustione a bassa massa molare.

## Principali ergol liquidi
Lista dei principali ergol liquidi:
- Riduttori
  - idrogeno liquido (LH2);
  - idrazina;
  - idrato d'idrazina;
  - monometilidrazina (MMH);
  - dimetilidrazina asimmetrica (UDMH);
  - RP-1 (kerosene ultra-raffinato);
  - etanolo;
  - etere etilico;
  - essenza di trementina.

- Ossidanti
  - ossigeno liquido (LOX);
  - perossido d'azoto (NTO);
  - perossido d'idrogeno;
  - acido nitrico fumante rosso inibito (IRFNA);
  - acido perclorico;
  - tetrafluoroidrazina;
  - fluoro liquido ;
  - fluoruro di ossigeno.

## Principali ergol solidi
Lista dei principali ergols solidi:
- perclorato d'ammonio;
- nitrato di potassio.